# Betti Xiang
Betti Xiang (chin.: 項蓓星, * 1960 in Shanghai) ist eine chinesische Erhuspielerin.
Xiang hatte ersten Unterricht bei ihrem Vater, dem Erhu-Meister Xiang Zuying. Sie trat erstmals 1978 auf und debütierte 1981 mit dem
Shanghai National Orchestra, mit dem sie auf Reisen durch Frankreich, Japan, Malaysia, Singapur und Taiwan Uraufführungen von Werken chinesischer Komponisten wie Jin Fuzai, Lu Pei und Zhu Jianer spielte. 1988 erhielt sie in Peking und Shanghai den Young Artist Award als Erhuspielerin. Neben ihrer Tätigkeit als Musikerin unterrichtete sie am Zentralen Musikkonservatorium in Peking.
Nach einem Abschiedskonzert 1995 im Lan-Xing-Theater in Peking übersiedelte Xiang 1996 in die USA. Hier trat sie u. a. mit dem Amelia Piano Trio, dem Cube Contemporary Chamber Ensemble, dem Lincoln String Quartet, dem Newberry Consort Early Music Ensemble und seit 2006 mit Yo-Yo Mas Silk Road Ensemble auf.
2005 spielte sie zur Einweihung des Millennium Park in Chicago Tan Duns Konzert Crouching Tiger. Mit dem Silk Road Ensemble und dem Chicago Symphony Orchestra spielte sie 2006 unter Leitung von David Alan Miller das Konzert The Butterfly Lovers. 2007 gab Xiang ein Galakonzert mit dem New York Albany Symphony Orchestra. Im Folgejahr spielte sie mit dem Florida Symphony Orchestra in Tampa Bay das The Butterfly Lovers Concerto.
Im Lauf der Jahre komponierten Musiker wie Bruce Saylor, Conrad Tao, Huang Ruo, Victoria Bond, Patricia Morehead, Bright Sheng, Tan Dun und Chen Yi Werke für sie. Für sie und das Albany Symphony Orchestra komponiert Luís Tinoco das Stück Erhu and Orchestra. 2006 erschien ihr Soloalbum Tunes of Countryside in Shanghai, China. Mit dem Pipaspieler Yang Wei spielte sie das Album Songs Of Consonance: Masters Of Chinese Music Vol. 1 ein.